# Jan Duklan Gromnicki
Jan Duklan Antoni Gromnicki herbu Prawdzic (ur. ok. 1860 w Laskowce, zm. 25 stycznia 1919) – ziemianin, działacz samorządowy, konserwatywny polityk galicyjski, poseł na Sejm Krajowy Galicji X kadencji w latach 1913–1914.

## Życiorys
Jan Duklan Antoni pochodził ze szlacheckiej rodziny Gromnickich z Omelan h. Prawdzic. Był synem Leona i Julianny ze Szczucińskich, bratem Feliksa. Dziedzic dóbr Laskowce w powiecie trembowelskim. Od 1890 był członkiem oddziału podolskiego C.K. Galicyjskiego Towarzystwa Gospodarskiego we Lwowie. Od 1891 był nieprzerwanie członkiem Rady Powiatowej w Trembowli z grupy członków z większych posiadłości. Od 1902 wchodził w skład Wydziału Powiatowego w Trembowli a w latach 1912-1917 był jego prezesem. Był wieloletnim członkiem i delegatem wydziału okręgowego w Trembowli Galicyjskiego Towarzystwa Kredytowego Ziemskiego. Udzielał się również w Towarzystwie Wzajemnych Ubezpieczeń w Krakowie jako członek komisji rewizyjnej. W 1913 pełnił funkcję przewodniczącego Wydziału Powiatowej Kasy Oszczędności w Trembowli. W tym samym roku został wybrany posłem X kadencji na Sejm Krajowy Galicji z IV kurii wiejskiej okręgu Trembowla, zdobywając 84 głosy na 164, pokonując ks. Stefana Mochnackiego – reprezentanta Ukraińców. W Sejmie należał do polskiego konserwatywnego stronnictwa „Podolaków”. Wybrany członkiem komisji drogowej, w której pełnił funkcję sekretarza, oraz komisji kolejowej i komisji prawniczej. Był jednym z członków założycieli Kasyna Narodowego we Lwowie.
W 1909 ufundował kościół rzymskokatolicki we wsi Wierzbowiec, wchodzącej w skład jego dóbr. Poślubił Jadwigę Kozłowską, córkę Aleksandra i Zofii z Balów. Z nią miał czworo dzieci: Marię, Jana ożenionego z Ewą Skałkowską, Juliana i Olgę za Witoldem Witkowskim. Majątek Laskowce odziedziczył Jan, który w 1920 wyremontował dwór. Syn Jan był wieloletnim wójtem gminy Mogielnica i łowczym w powiecie Trembowla.